# (79791) 1998 VK5
(79791) 1998 VK5 là một tiểu hành tinh vành đai chính. Nó được phát hiện bởi Yoshisada Shimizu và Takeshi Urata ở Đài thiên văn Nachi-Katsuura ở Nachikatsuura, Wakayama, Nhật Bản, ngày 8 tháng 11 năm 1998.